# معبد هيرايون
معبد هيرايون هو معبد كان مخصص للإلهة هيرا كان يقع في جزيرة ساموس شرق اليونان، بني في القرن السادس قبل الميلاد وقد اعتقد أنه المكان ألذي ولدت فيه هيرا. بقي قائماً حتى تم هدمه في القرن الرابع الميلادي بأوامر الإمبراطور الروماني ثيودوسيوس الأول. ضم إلى لائحة التراث العالمي من قبل اليونسكو في سنة 1992.